# Otto-Lörke-Preis
Der Otto-Lörke-Preis wird jährlich an den Reiter, Ausbilder und Besitzer desjenigen, höchstens zehn Jahre alten Dressurpferdes, das dem Dressurausschuss durch besonders herausragende Erfolge in Grand-Prix-Prüfungen in Deutschland aufgefallen ist, vergeben. Der Preis kann dabei in einem Jahr auch mehrfach vergeben werden.
Der Preis ist benannt nach dem Dressurstallbesitzer und Ausbilder Otto Lörke (1879–1957). Er wird durch die von  Lörkes Schülerin Liselott Linsenhoff initiierte  Liselott-Schindling-Stiftung zur Förderung des Dressursports verliehen. Er wurde erstmals 1984 vergeben. Die Preisvergabe findet beim Hallenreitturnier Stuttgart German Masters statt.

## Preisträger
- 1984:
- 1985: Weingart (Ausbilder: Uwe Schulten-Baumer sen., Reiter: Uwe Schulten-Baumer jun.)[2]
- 1986:
- 1987: Rembrandt (Ausbilder: Uwe Schulten-Baumer sen., Reiterin: Nicole Uphoff)[2]
- 1988:
- 1989:
- 1990: Gigolo FRH (Ausbilder: Uwe Schulten-Baumer sen., Reiterin: Isabell Werth)[2]
- 1991:
- 1992:
- 1993:
- 1994: Anthony FRH (Ausbilder: Uwe Schulten-Baumer sen., Reiterin: Isabell Werth)[2]
- 1995: Amaretto (Ausbilder: Uwe Schulten-Baumer sen., Reiterin: Isabell Werth)[2]
- 1996:
- 1997: Giorgio S (Ausbilder: Uwe Schulten-Baumer sen., Reiterin: Isabell Werth)[2]
- 1998:
- 1999: Aleppo-S-OLD (Ausbilder: Uwe Schulten-Baumer sen., Reiterin: Isabell Werth)[2]
- 2000:
  - Agnelli (Ausbilder: Uwe Schulten-Baumer sen., Reiterin: Isabell Werth)[2]
  - De Niro (Reiter: Dolf-Dietram Keller)[3]
- 2001: Renoir Unicef (Ausbilder: Klaus Martin Rath, Reiterin: Ann Kathrin Linsenhoff)[4]
- 2002:
  - Bonaparte (Ausbilderin und Reiterin: Heike Kemmer)
  - Lesotho (Ausbilder und Besitzer: Uwe Schulten-Baumer sen., Reiterin: Ellen Schulten-Baumer)[5]
- 2003: Satchmo (Ausbilder: Wolfram Wittig, Reiterin: Isabell Werth, Besitzerin: Madeleine Winter-Schulze)[6]
- 2004: Wellington (Ausbilder: Ton de Ridder, Reiterin: Alexandra Simons-de Ridder)[7]
- 2005:
  - Elvis VA (Ausbilder: Martin Schaudt und Heiner Schiergen, Reiterin und Besitzerin: Nadine Capellmann)
  - Sterntaler-Unicef (Ausbilder: Klaus Martin Rath, Reiterin und Besitzerin: Ann Kathrin Linsenhoff)
  - Warum nicht FRH (Ausbilder: Wolfram Wittig, Reiterin: Isabell Werth, Besitzerin: Madeleine Winter-Schulze)[8]
- 2006: nicht vergeben[9]
- 2007: Whisper (Ausbilder: George Theodorescu, Reiterin: Monica Theodorescu, Besitzerin: Ann Kathrin Linsenhoff)[10]
- 2008: Herzruf´s Erbe (Ausbilderin, Reiterin und Besitzerin: Ulla Salzgeber)[11]
- 2009: Dablino (Ausbilder und Besitzer: Klaus Balkenhol, Reiterin: Anabel Balkenhol)[12]
- 2010: El Santo NRW (Ausbilder: Wolfram Wittig, Reiterin Isabell Werth, Besitzerin: Madeleine Winter-Schulze)[13]
- 2011:
  - Don Johnson (Ausbilderin & Reiterin: Isabell Werth)
  - Desperados (Ausbilder Falk Rosenbauer, Reiterin Kristina Sprehe)[14]
- 2012: Diva Royal (Ausbilderin: Dorothee Schneider, Reiterinnen: Dorothee Schneider und Stella Charlott Roth)
- 2013:
  - Bella Rose (Ausbilderin & Reiterin: Isabell Werth, Besitzerin: Madeleine Winter-Schulze)
  - Dresden Mann (Ausbilderin & Reiterin: Ingrid Klimke, Besitzer: Clodagh Wallace)[15]
- 2014:
  - St. Emilion (Ausbilderin & Reiterin Dorothee Schneider, Besitzerin: Christina Ullrich)
  - Zaire (Ausbilder: Jessica von Bredow-Werndl, Benjamin Werndl und Johnny Hilberath, Reiterin: Jessica von Bredow-Werndl, Besitzer: Aubenhausen GbR)
  - Weihegold OLD (Ausbilder & Reiter: Beatrice Buchwald und Isabell Werth, Besitzerin: Christine Arns-Krogmann)
- 2015:
  - Emilio (Ausbilderin & Reiterin: Isabell Werth, Besitzerin: Madeleine Winter-Schulze)
  - Showtime (Ausbilderin & Reiterin: Dorothee Schneider, Besitzerin: Gabriele Kippert)
  - Cosmo (Reiter: Sönke Rothenberger, Ausbilder: Sven Rothenberger)
- 2016:
  - Fabregaz (Reiterin: Fabienne Lütkemeier, Besitzerin: Gina Capellmann-Lütkemeier)
  - Heuberger TSF (Ausbilderin & Reiterin: Anabel Balkenhol, Besitzer: Gestüt Webelsgrund)[16]
- 2017: nicht vergeben[17]
- 2018: Faustus (Ausbilderin & Reiterin: Dorothee Schneider, Besitzer: Gestüt Fohlenhof)[18]
- 2019:
  - Escolar (Ausbilder & Reiter: Hubertus Schmidt, Besitzer: Equus Invest AG)
  - Famoso OLD (Reiter: Benjamin Werndl, Ausbilder: Benjamin Werndl & Jonny Hilberath, Besitzerin: Flora Keller)[19]
- 2020: DSP Quantaz (Reiterin: Isabell Werth, Ausbilder: Ronald Lüders, Besitzerinnen: Victoria Max-Theurer & Madeleine Winter-Schulze)[20]
- 2021: Valesco (Reiterin: Fabienne Müller-Lütkemeier, Ausbilderin und Besitzerin: Gina Capellmann-Lütkemeier)[21]